# Dekanat Równe
Dekanat Równe – jeden z 2 dekanatów katolickich w diecezji łuckiej na Ukrainie.

## Parafie
- Dubno - Parafia św. Jana Nepomucena
- Dąbrowica - Parafia św. Jana Chrzciciela
- Klewań - Parafia Zwiastowania Najświętszej Maryi Panny
- Klesów - Parafia św. Barbary
- Korzec - Parafia Wniebowzięcia Najświętszej Maryi Panny i św. Antoniego
- Kostopol - Parafia Najświętszego Serca Pana Jezusa
- Kupiel - Parafia św. Michała Archanioła
- Ostróg - Parafia Wniebowzięcia Najświętszej Maryi Panny
- Rokitno - Parafia św. Teresy od Dzieciątka Jezus
- Równe - Parafia Świętych Apostołów Piotra i Pawła
- Sarny - Parafia Przemienienia Pańskiego
- Tomaszgród - Parafia św. Tomasza Apostoła
- Warasz - Parafia Wniebowzięcia Najświętszej Maryi Panny
- Zdołbunów - Parafia Świętych Apostołów Piotra i Pawła